# 첼시 칼리지 오브 아츠
첼시 칼리지 오브 아츠 (Chelsea College of Arts)는 영국 런던에 위치한 예술대학이다. 이 대학은 유럽에서 가장 큰 규모의 예술대학인 런던 예술대학교 (University of the Arts London, UAL)를 구성하는 6개의 칼리지 중 하나이며 오랜 역사와 예술계의 큰 영향력으로 세계의 일류 예술대학 중 하나가 되었다.

## 역사
첼시 칼리지 오브 아츠는 1895년 설립된 사우스웨스턴 폴리테크닉(South-Western Polytechnic), 1908년 스쿨 오브 아트(School of Art), 햄머스미스 스쿨 오브 아트(The Hammersmith School of Art)가 합병하여 설립된 첼시 스쿨 오브 아트(Chelsea School of Art)가 1989년에 합병하여 첼시 칼리지 오브 아트 앤드 디자인(Chelsea College of Art and Design)이 되었다. 2014년 첼시 컬리지 오브 아트(Chelsea College of Arts)로 이름을 변경하였다.